# Rennreifen

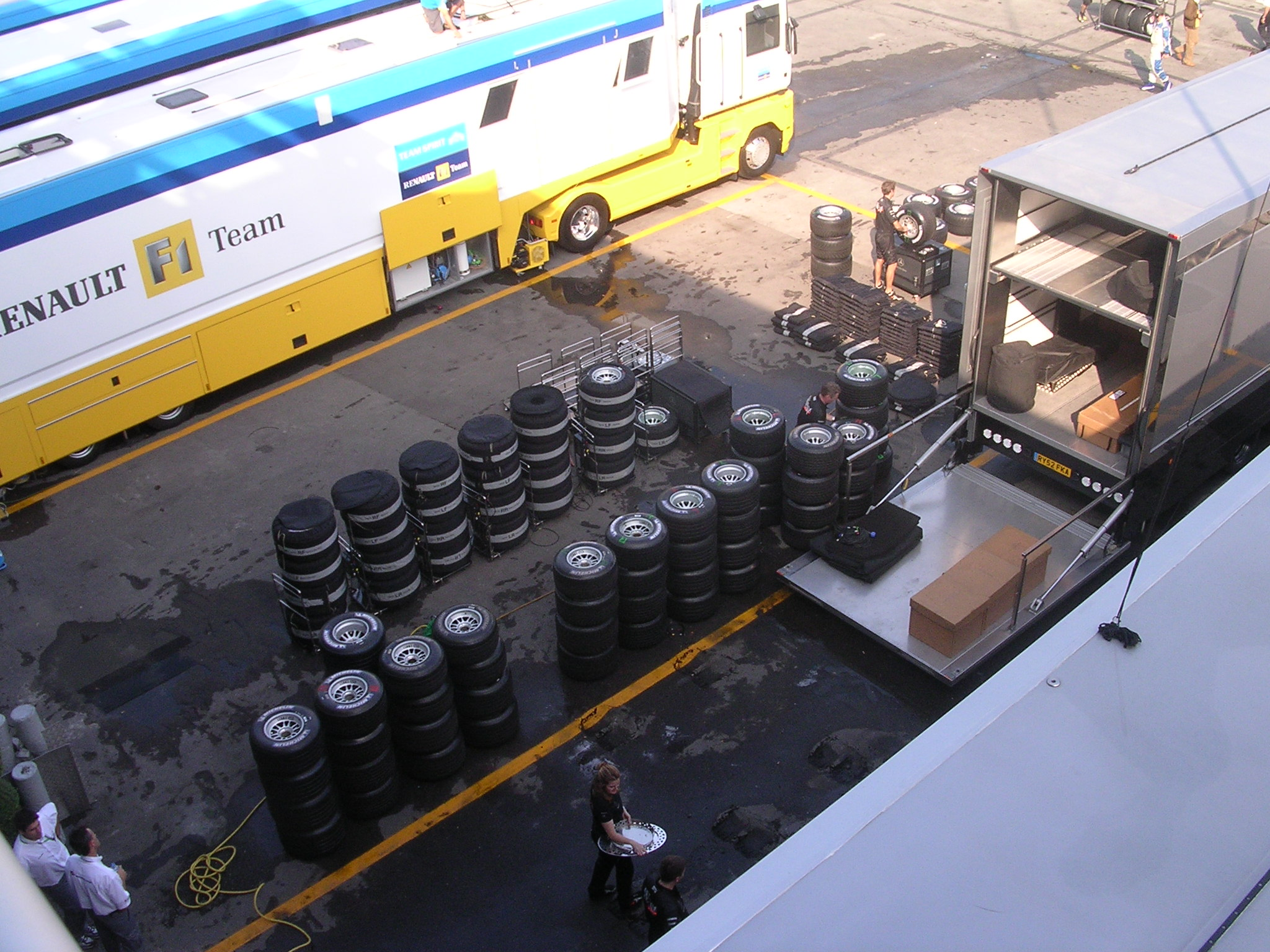
Rennreifen im Formel-1-Fahrerlager von Monza (2004)

Als Rennreifen (englisch: „Racing Tire“) werden umgangssprachlich leistungsoptimierte Spezialreifen für die Anwendung im sportlichen Wettbewerb bezeichnet, die sich in Material und Aufbau teilweise signifikant von im Straßenverkehr zugelassenen Reifen unterscheiden. Sie finden sowohl im zwei- und vierrädrigen Motorsport als auch im Radsport Verwendung. Dabei können für einen identischen Fahrzeugtyp (bzw. das gleiche Modell) je nach Disziplin und Anforderungsprofil unterschiedlich optimierte Reifen zum Einsatz kommen. So unterscheiden sich Offroad-Rallyereifen, Sprintreifen, Regenreifen und Reifen für Langstreckenrennen jeweils deutlich. Im Automobil- und Motorradbereich unterscheiden sich Rennreifen von den ebenfalls leistungsoptimierten Sportreifen durch die fehlende Straßenzulassung.

## Vergleich von Straßen- und Rennreifen
Die erwartete Laufleistung eines Straßenreifens liegt heute bei etwa 20-50.000 km, Rennreifen werden je nach spezieller Anforderung für eine Lebensdauer von etwa 30 (Qualifikationsreifen) bis 500 km (Langstreckeneinsatz) ausgelegt. Dies ist auch dem Umstand geschuldet, dass ein Rennreifen fast 100 Prozent seiner Lebensdauer im Grenzbereich der Haftgrenze bewegt wird, während dies bei Straßenreifen nur in Ausnahmefällen vorkommt. Während der Straßenreifen für alle Eigenschaften (Verschleiß, Haftung, Nassbremsen, Komfort) im Sinne eines bestmöglichen Kompromisses ausgelegt wird, wird der Rennreifen für ein eng eingegrenztes Anwendungsfenster (nass oder trocken, enges Temperaturfenster) optimiert. Auch die Betriebstemperatur unterscheidet sich bei Straßenreifen (5-50 °C) und Rennreifen (70-120 °C) deutlich. Da Rennreifen in kleineren Losgrößen hergestellt werden, und die Performance um jeden Preis für die Kunden (Rennteams) Vorrang hat, sind sie bei gleichen Reifendimensionen deutlich teuerer als Straßenreifen.
Zwar haben Rennreifen durch die in der Regel leichteren Fahrzeugchassis weniger statische Last zu tragen, jedoch kann durch eine entsprechend effiziente Aerodynamik in Extremfällen ein Anpressdruck von über 2 Tonnen (Gruppe-C-Rennwagen in Le Mans) auf den einzelnen Reifen einwirken. Zudem unterliegen die Reifen wegen hoher Rotationsgeschwindigkeiten weiteren großen dynamischen Belastungen. So „schlägt“ jeder Punkt einer Reifenlauffläche bei einer Geschwindigkeit von 350 km/h (z. B. F1, Le Mans, Indycars) etwa rund 40 mal pro Sekunde auf den Asphalt auf. Um auch bei solch extremen Belastungen und zusätzlichen Kurvenfahrten den „Latsch“, also die Kontaktfläche zwischen Asphalt und Reifen, möglichst konstant und so breit wie möglich zu halten, weisen Rennreifen mit nahezu senkrecht stehenden Seitenwänden und Reifenschultern, eher einen eckigen statt runden Querschnitt auf. Zudem werden zusätzliche Stahl- oder Kevlar-Gürtellagen zur Stabilisierung der Kontur verbaut.
Eine besondere Herausforderung für die Konstruktion ist dabei die Tatsache, dass trotz der benötigten stabileren Auslegung das Gewicht des Rennreifens zur Reduktion der rotierenden Massen minimiert werden muss. Je leichter ein Reifen, desto schneller kann das Fahrzeug aufgrund der reduzierten Massenträgheit beschleunigen. Schätzungen besagen, dass ein eingespartes Kilogramm an den Reifen fünf eingesparten kg am Chassis entspricht. Daher sind Rennreifen vergleichbarer Dimension im Schnitt 30 % leichter als Straßenreifen.
Auch bei der Reifenchemie gibt es Unterschiede. So haben bei Straßenreifen Kieselsäure-(Silica-)haltige Laufstreifenmischungen wegen ihrer besseren Nassbremseigenschaften breiten Einzug gehalten. Rennreifen hingegen bauen auf höhere Rußgehalte um den Grip bei hoher Belastung durch die Temperaturstabilität sicherzustellen. Auch kommen in Straßenreifen in der Regel noch höhere Naturkautschuk-Anteile zum Einsatz während moderne Rennreifen mit Synthesekautschuken gefertigt werden. Aufgrund der kurzen Laufleistungen spielen Alterungsschutzmittel bei Rennreifen im Gegensatz zu Straßenreifen keine Rolle, während hingegen Haftharze und Weichmacher (z. B. Öle) bei Rennpneus mit deutlich höheren Anteilen eingesetzt werden.

## Allgemeines
In manchen Rennserien sind Slicks (profillose Reifen) zugelassen. Sie haben den Vorteil, dass die ohnehin nicht allzu große direkte Kontaktfläche von Reifen und Strecke nicht noch durch die „negativen“ Stellen im Profil verkleinert wird. In verschiedenen Rallye- und Bergrennserien und in einigen Wagenklassen, beispielsweise in der Schweiz, sind seit Langem nur Reifen mit „negativem Profilanteil“ zugelassen. Dieser ist insbesondere bei Regenreifen oder Intermediates besonders groß. Meist ist die Gummimischung für Regenreifen weicher als bei Trockenreifen, was dazu führt, dass der Verschleiß bei abtrocknender Strecke exponentiell ansteigt.
Bei vielen Rennserien, Markenpokalen, Markenformeln bis hin zur Formel 3 sind die Reifen genau nach Hersteller und Größe vorgeschrieben, mit teilweise unterschiedlichen Herstellern für Slicks und Regenreifen.
Ein suboptimales Reifen-Setup kann die Rundenzeiten eines Rennfahrzeugs um mehrere Sekunden pro Runde verschlechtern. Außerdem können die Reifen bei zu hoher Belastung oder auch sehr hohen Asphalttemperaturen im Laufe eines Rennens schneller als geplant abbauen und am Ende des Rennens sogar platzen. Der Anteil der Reifen an der Gesamt-Performance eines Autos oder Motorrades im Rennen ist in Relation zur Bedeutung von Motor, Aerodynamik und des Chassis überproportional hoch, so dass in Rennserien, in denen es mehrere Reifenlieferanten gibt, neben der Konkurrenz zwischen den einzelnen Rennställen grundsätzlich auch die Konkurrenz der Reifenhersteller eine große Rolle spielt. In der Vergangenheit gab es (vor allem in der Formel 1) regelrechte „Reifenkriege“, die aber durch Anpassungen des Reglements heutzutage nahezu ausgeschlossen sind.

## Rennreifen im Automobilsport

### Geschichte der Reifenzulieferer in der Formel 1
Die längste Zeitspanne als Reifenlieferant hatte der Hersteller Pirelli, der von 1950 bis 1991 in der Formel 1 vertreten war. Rennställe, die Pirelli einsetzten, fuhren aber nur 42 Siege heraus. Goodyear kam bei seinem Engagement von 1965 bis 1998 auf insgesamt 368 Siege.
Bis Ende 2006 belieferten Michelin (ab 2001) und Bridgestone (seit 1997) die Formel-1-Teams. Bei einigen Rennen der Formel 1 ließ sich beobachten, dass die Rennställe, die eine bestimmte Reifenmarke fahren, den Sieg unter sich ausmachen. In der Saison 2005 mussten in der Formel 1 die Reifen die komplette Distanz vom Qualifying bis Rennende durchhalten. Man hoffte, durch diese Bestimmung Unfälle durch Reifenschäden, die auf extremem Leichtbau beruhten, zu vermeiden. Beim Großen Preis der USA im Jahr 2005 führte der Wettlauf in der Reifenentwicklung so weit, dass nach einem schweren reifenbedingten Unfall im Training der Reifenlieferant Michelin keine Reifen bereitstellen konnte, die mit ausreichender Sicherheit ein ganzes Rennen durchgehalten hätten. Infolgedessen gingen nur die 6 Fahrzeuge an den Start, die mit Bridgestones fuhren. Als Folge wurden ab der Saison 2006 Reifenwechsel in Rennen und Qualifying wieder gestattet, stattdessen limitiert man nun die maximale Anzahl verwendeter Reifen pro Rennwochenende.
Da man gerne den Wettkampf der Rennställe wieder in den Vordergrund stellen würde, wurde in der Formel 1 ab 2007 nur noch ein einheitlicher Reifenlieferant für alle Teams zugelassen. Von 2007 bis einschließlich 2010 war dies Bridgestone. Seit 2011 ist wieder Pirelli exklusiver Lieferant der Formel 1.
Nachdem in der Formel 1 die Kurvengeschwindigkeiten immer höher wurden und die damit verbundenen Gefahren als nicht mehr akzeptabel galten, wurde ein Längsrillenprofil verordnet. Wahrscheinlich hätte eine Beschränkung der Reifenbreite denselben Effekt gehabt, aber so wurde eine gewisse optische Kontinuität gewahrt. Durch konsequente Weiterentwicklung stiegen die Kurvengeschwindigkeiten aber trotz Rillenreifen noch immer weiter an, so dass die Verordnung dieses Profils mit der Saison 2009 aufgehoben wurde und seither wieder Slicks zugelassen sind.
Das Reglement schreibt als maximalen Felgendurchmesser 18 Zoll vor. Die maximale Breite (vorne und hinten unterschiedlich) ist ebenfalls festgelegt.

### Hersteller und ehemalige Hersteller von Rennreifen im Automobilsport
- Avon, eine Marke der Cooper Tire & Rubber Company, früher der Avon (1997 wurde die Reifensparte Avon Tyres Limited an Cooper verkauft)
- Barum
- BFGoodrich
- Bridgestone
- Continental (1954/55 mit Mercedes Silberpfeilen)
- CooperTires, eine Marke der Cooper Tire & Rubber Company
- Dunlop
- Englebert
- Falken Tire, eine Marke der Sumitomo Rubber Industries, Ltd.
- Federal Tire, eine Marke der Federal Corporation
- Fedima, Spezialisiert auf Off-Road Reifen
- Firestone
- Goodyear
- Hankook
- Reifenwerke Heidenau, Kartreifen made in Germany, früher Pneumant[3]
- Hoosier Racing Tire Corp
- Kléber, Marke der Pneumatiques, Caoutchouc Manufacturé et Plastique Kléber-Colombes, seit deren Übernahme Marke der Michelin
- Kumho Tire
- Matador
- Michelin
- Mickey Thompson Performance, gegründet von Mickey Thompson
- M&H Racemaster, eine Produktlinie der M and H Tires
- PHOENIX Race Tires, Mitte der 1990er als eigenständige Gesellschaft gegründet zwecks Auslagerung der Drag-Racing-Division der Firestone Tire & Rubber Company, im Jahr 2008 aufgekauft von der Coker Tire Company, Inc. und seitdem eine Marke letzterer
- Pirelli
- Silverstone Berhad
- Toyo
- Yokohama

### Reifengrößen
Während bei Autoreifen die Größenangaben einheitlich und durch Verordnungen geregelt ist, haben Rennreifen meist je nach Hersteller verschiedene Dimensionen. Gemeinsamer Nenner ist aber doch der Felgendurchmesser, der in Zoll angegeben wird, und an letzter Stelle steht. Die Breite kann in Zoll oder metrisch angegeben sein. Der Durchmesser oder Abrollumfang ebenso. Ein typisches Beispiel für einen Avon-Slick kann sein:
- 6.6/19.5 × 14

Dabei bedeutet 6.6 die Reifenbreite in Zoll, entsprechend 16,8 cm. 19.5 den Durchmesser von 49,53 cm und 14 den Felgendurchmesser, der allgemein in Zoll angegeben ist. Die Angabe des Durchmessers in Zoll signalisiert, dass der Reifen in Diagonalbauweise hergestellt wurde.
Die Gummimischung, die je nach Renndistanzeignung unterschiedlich hart ausfällt, wird in einer herstellerspezifischen Nomenklatur zusätzlich zu der eigentlichen Größenangabe vermerkt.
Michelin Rennreifen:
- 18/67-17 S1826B

Aufbau einer Slickbezeichnung:
18/67-17 S1826B:
18 = Reifenbreite in cm

67 = Außendurchmesser in cm

17 = Nenndurchmesser in Zoll

S1826B = Referenz für Karkasse und Gummimischung

19/67-420 : 420 = Nenndurchmesser in mm; 420 mm = 16,5 Zoll.
- 210 / 620 R17

210 = Reifenbreite in mm

620 = Außendurchmesser in mm

R = Radialreifen (Gürtelreifen)

17 = Nenndurchmesser der Felge in Zoll

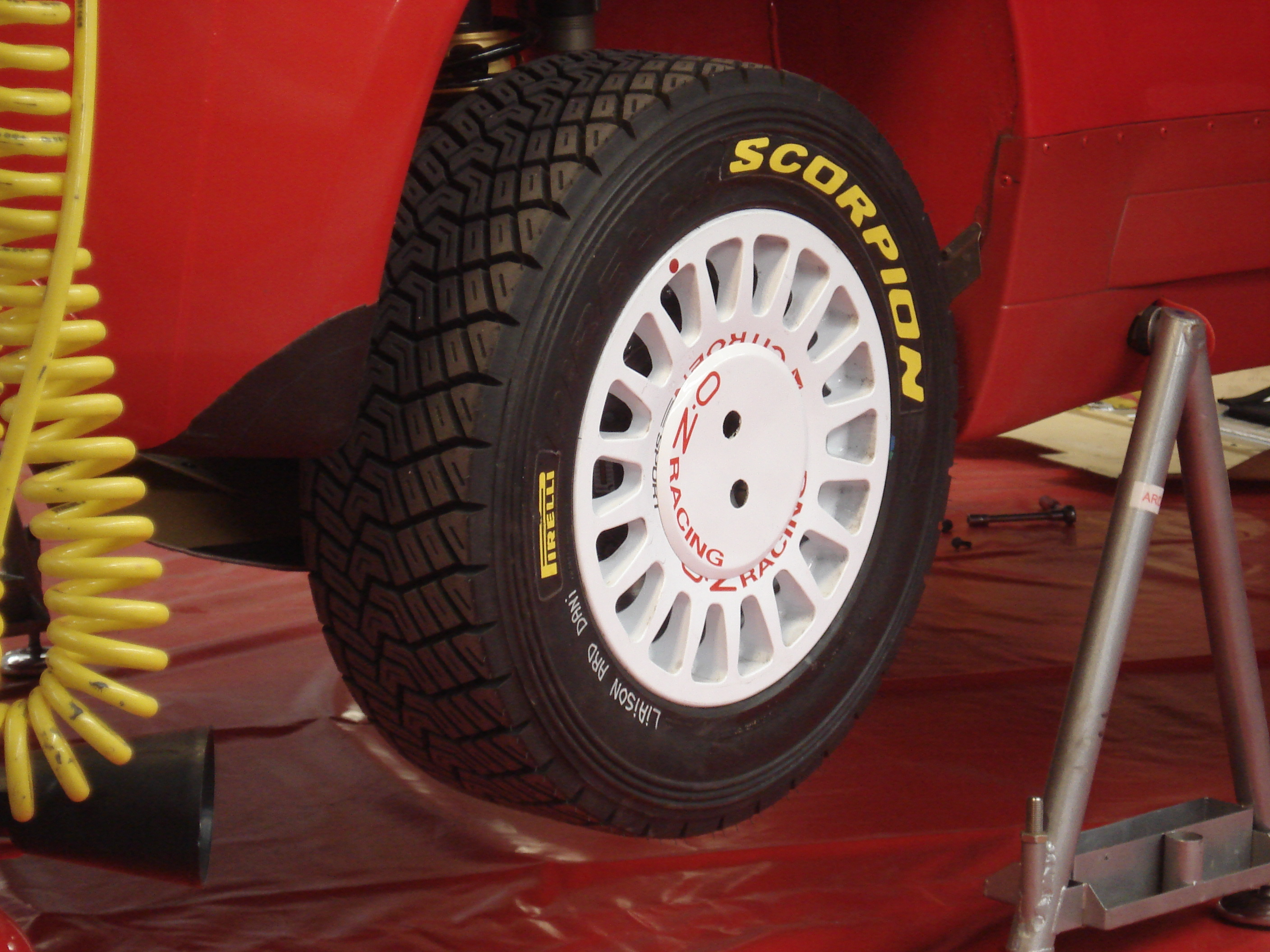
Schotter-Rennreifen an einem WRC-Citroën C4
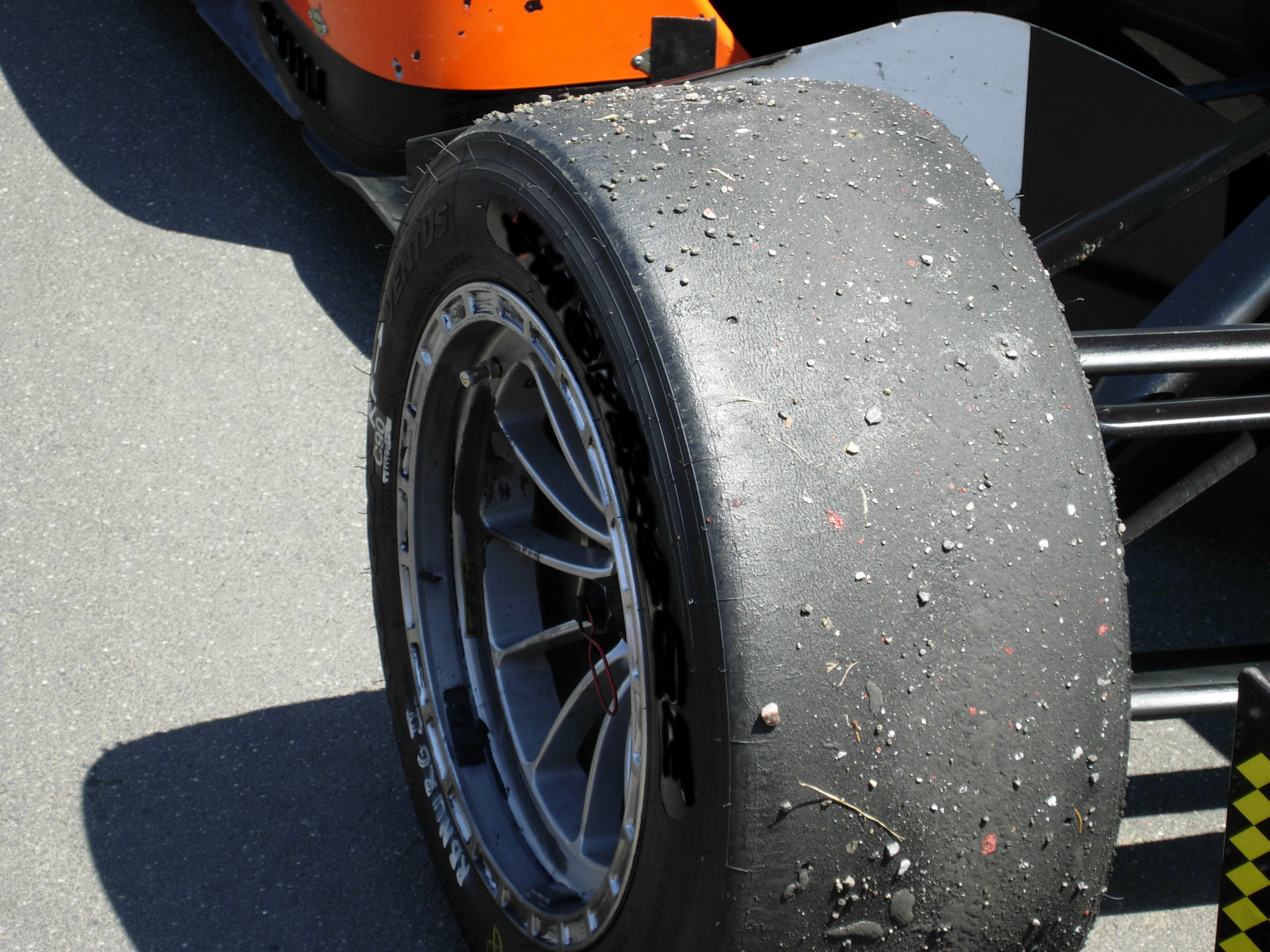
Slicks nach einer Renndistanz (Formel 3)
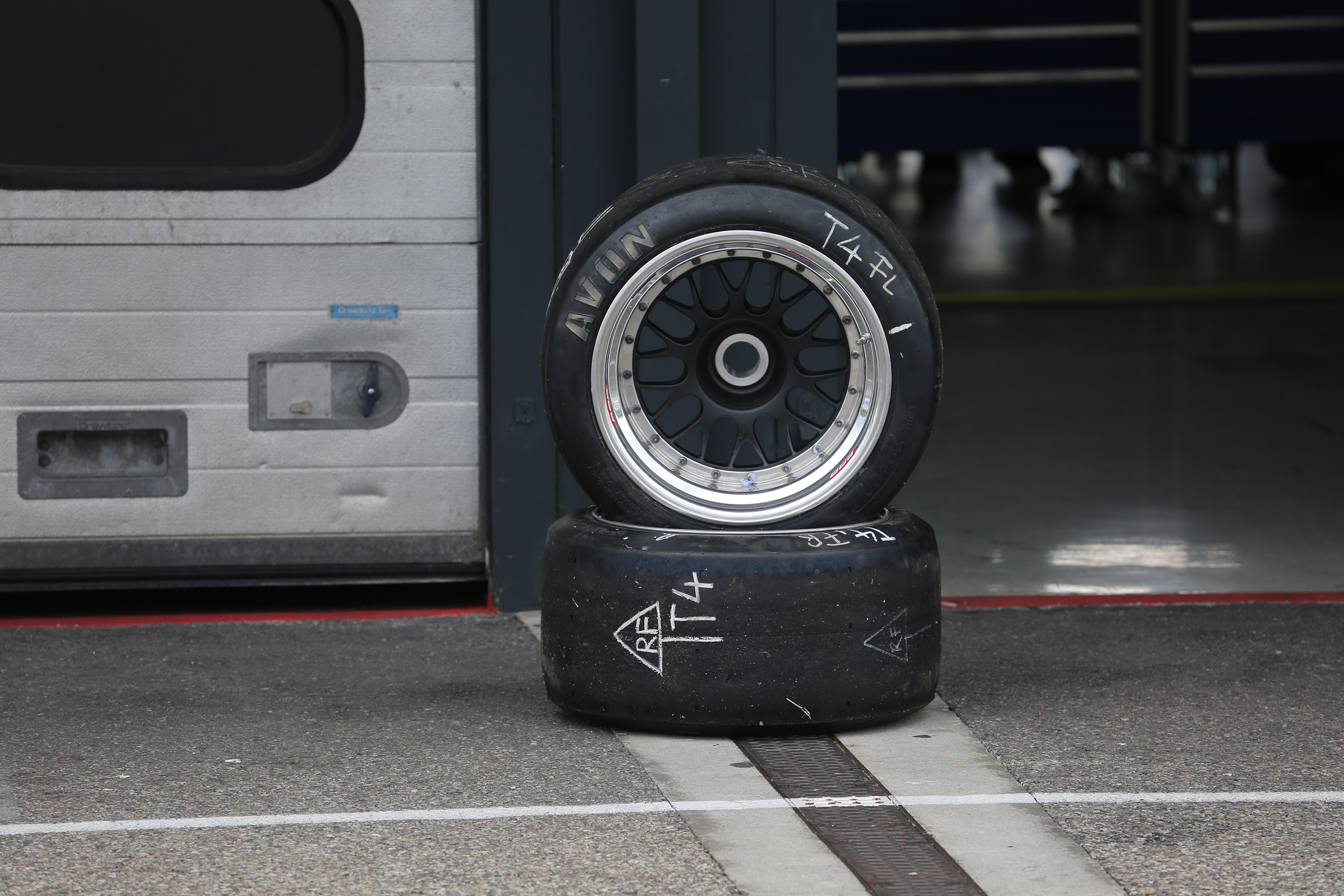
Zum Einsatz vorbereitete Reifen: Die Markierungen „RF“ und „FL“ geben die Achse und die Seite an (Right Front und Front left)
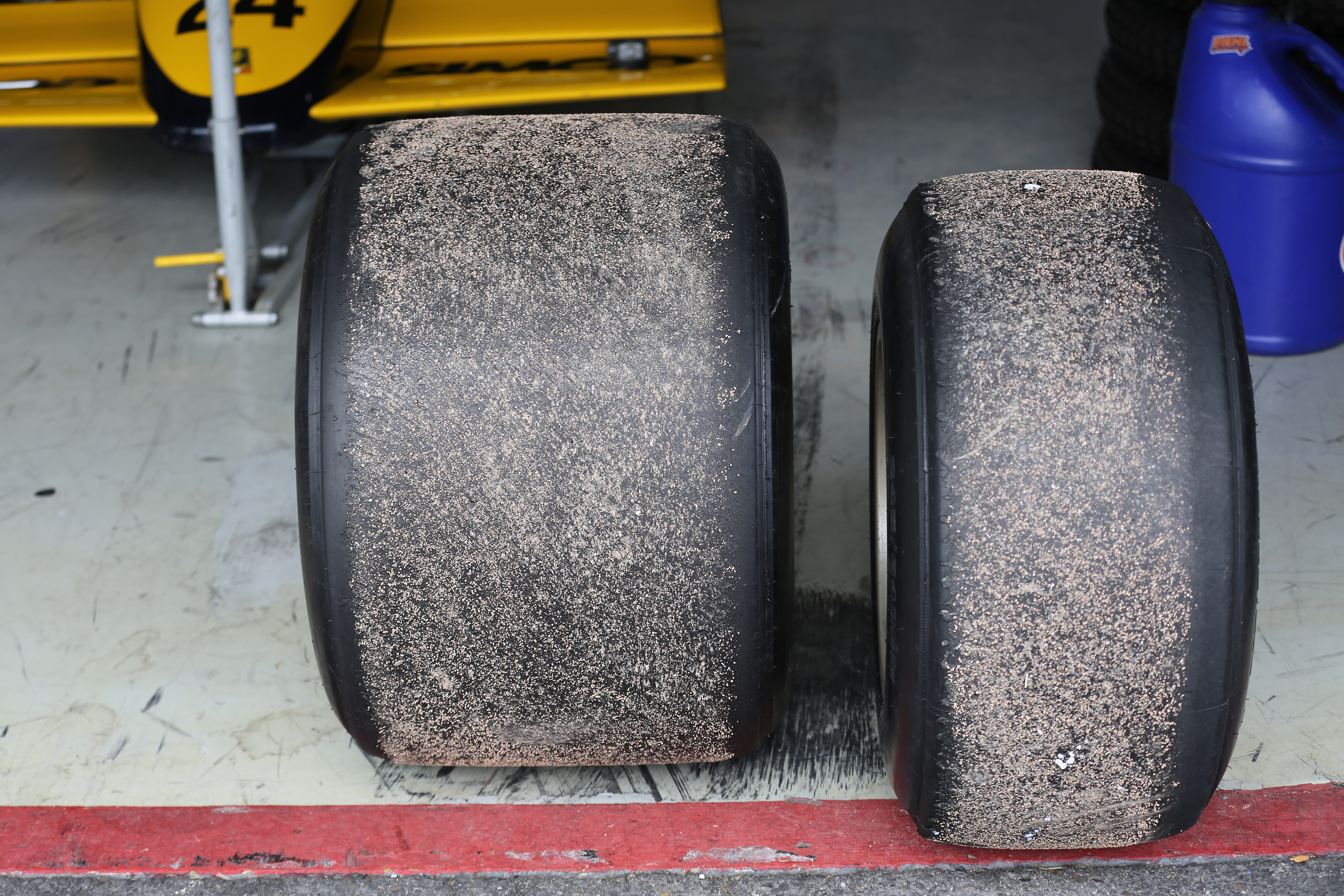
Slicks, die in „heißem Zustand“ durch die Reste von Ölbindemittel (Sand) gefahren und dadurch nahezu unbrauchbar wurden
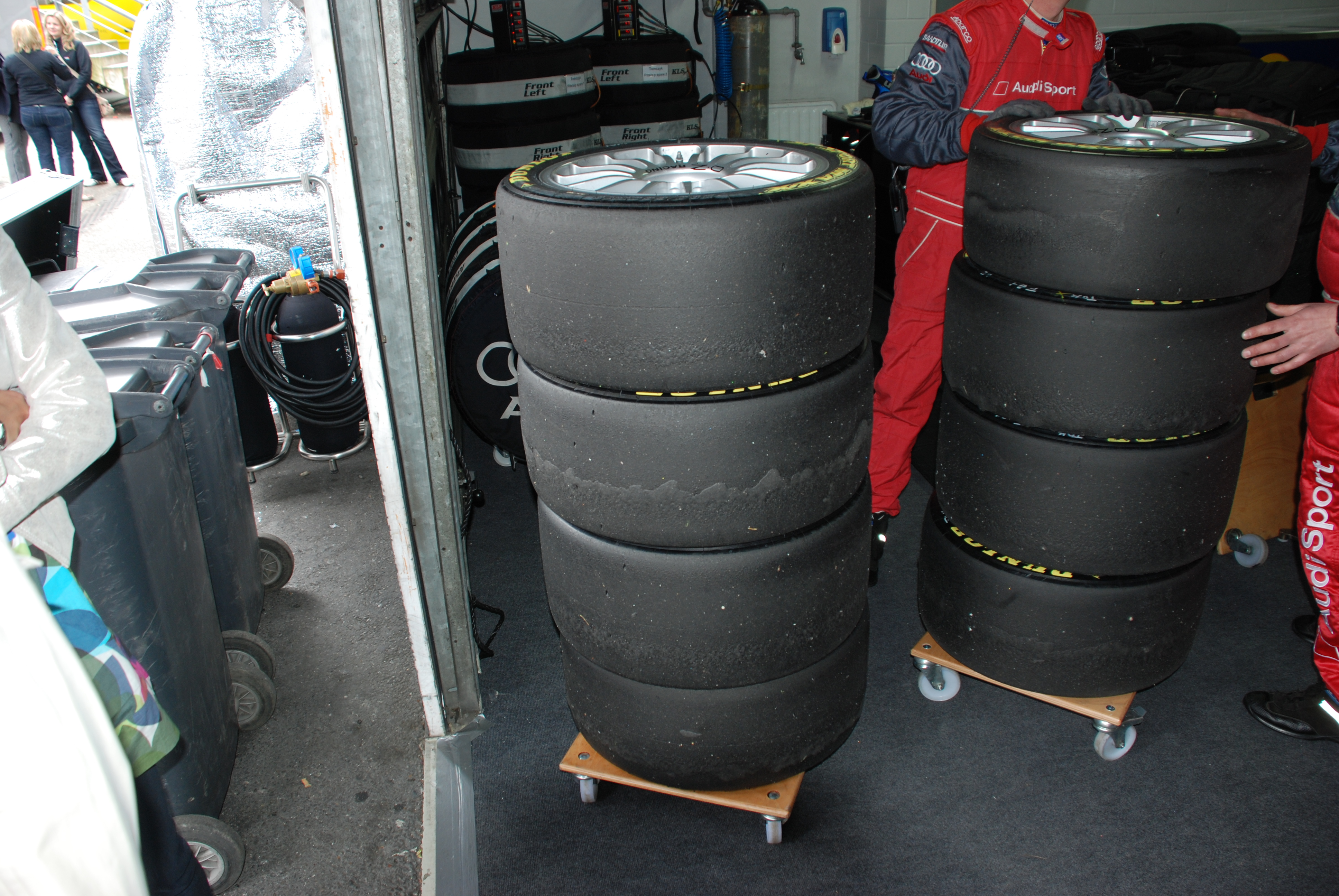
Abgefahrene Slicks aus der DTM(2008)

## Rennreifen im Motorradsport
Der augenscheinlich größte Unterschied zu den Rennreifen im Automobil-Bereich ist der Reifenquerschnitt. Während die Automobilreifen eine möglichst große gerade Auflagefläche erzielen wollen, entspricht die Lauffläche eines typischen Motorradreifens eher einem „U“. Spezielle Rennreifen und Slicks im Rundstreckensport haben sogar einen V-Querschnitt. Das führt (durch die größere Auflagefläche) zu deutlich stabilerem Fahrverhalten und mehr Traktion in Schräglage. Jedoch leidet die stabile Geradeausfahrt bei geringen Geschwindigkeiten erheblich.
In anderen Motorrad-Wettbewerben gilt das Hauptaugenmerk in erster Linie der Traktion. Im Motocross, Enduro- und Trial wird Dies hauptsächlich durch Ausformung des Profils und über die Regulierung des Luftdrucks geregelt.

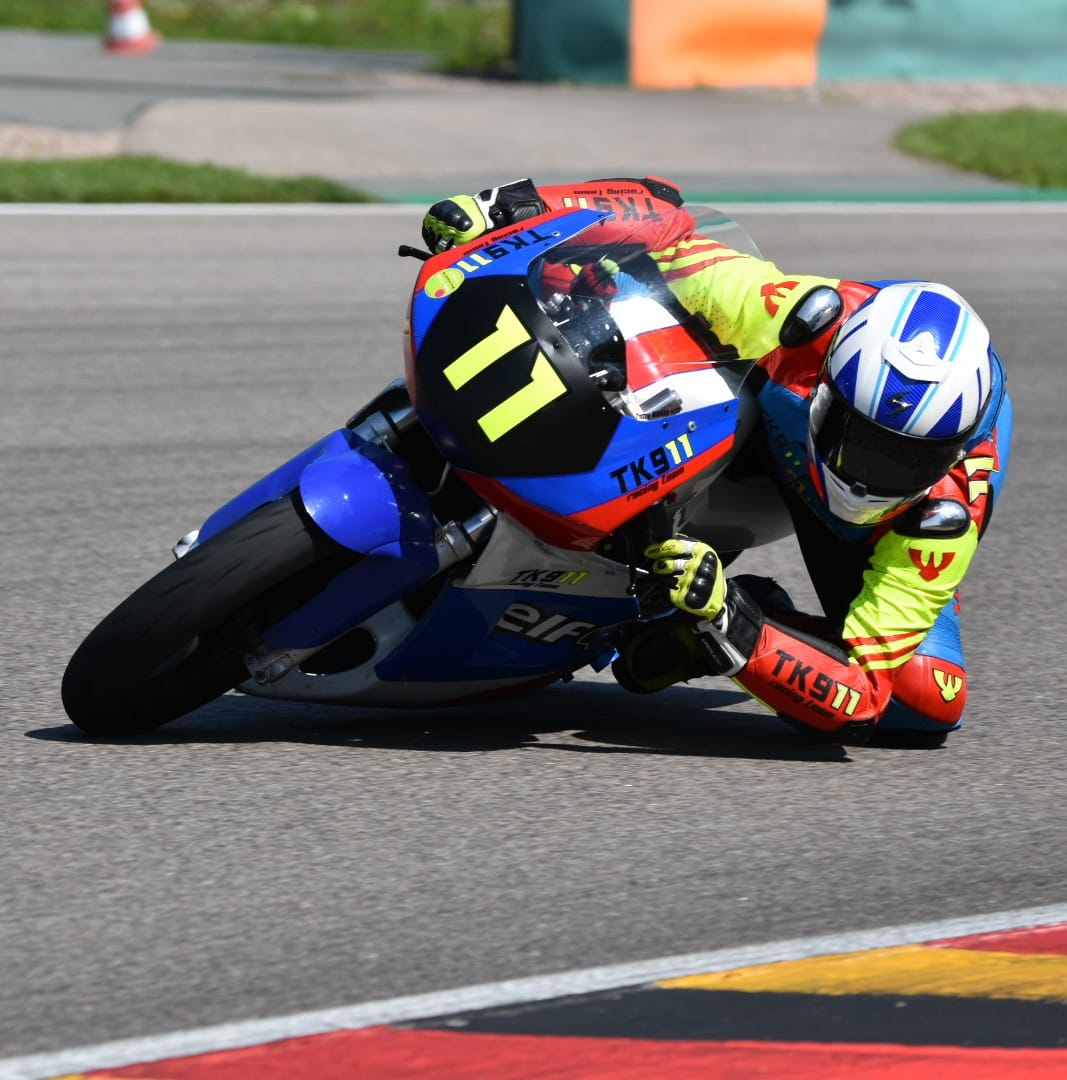
Durch den speziellen Reifenquerschnitt ermöglichtes „Hanging off“
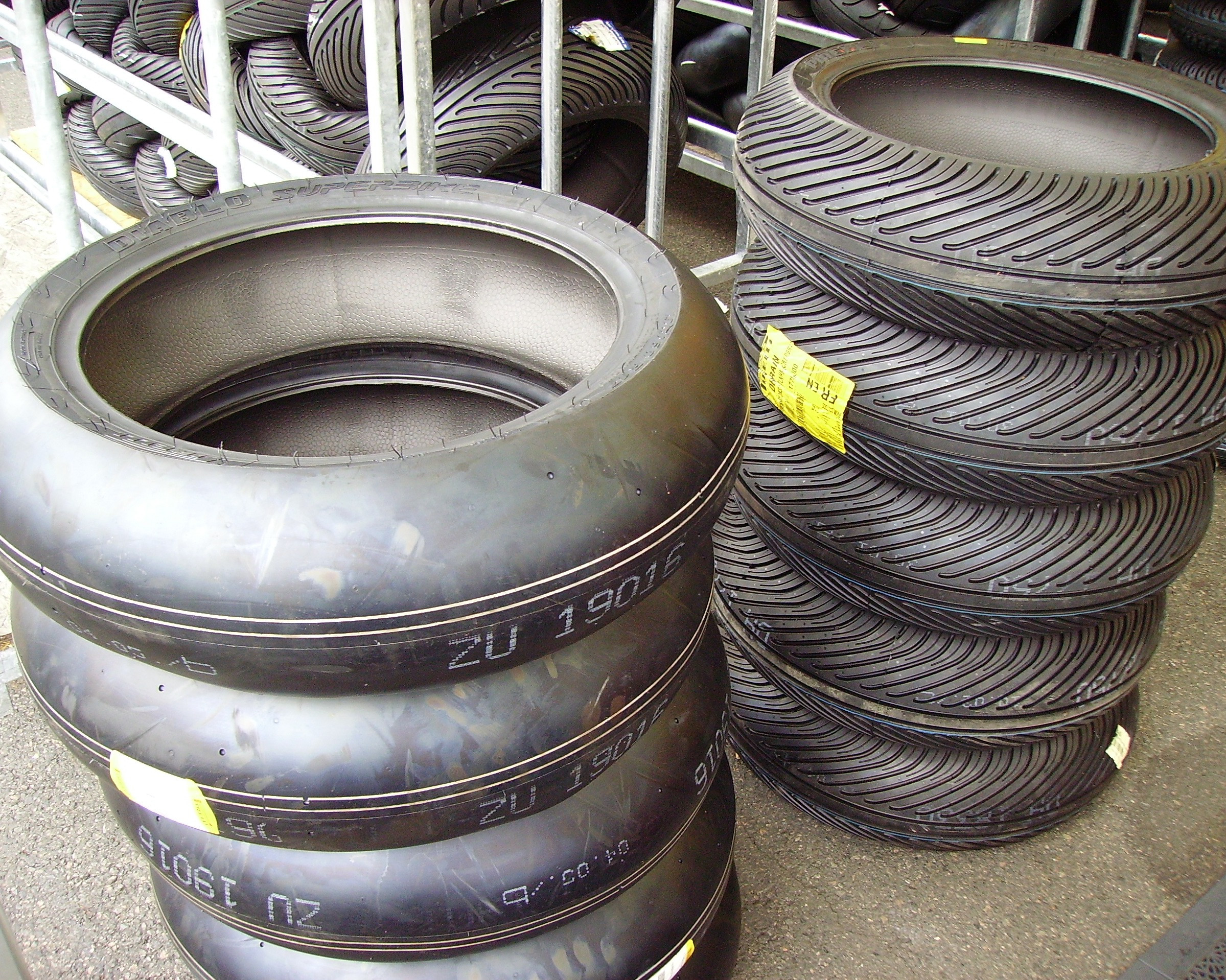
Profillose Slicks und Regenreifen für den Einsatz bei Rundstreckenrennen
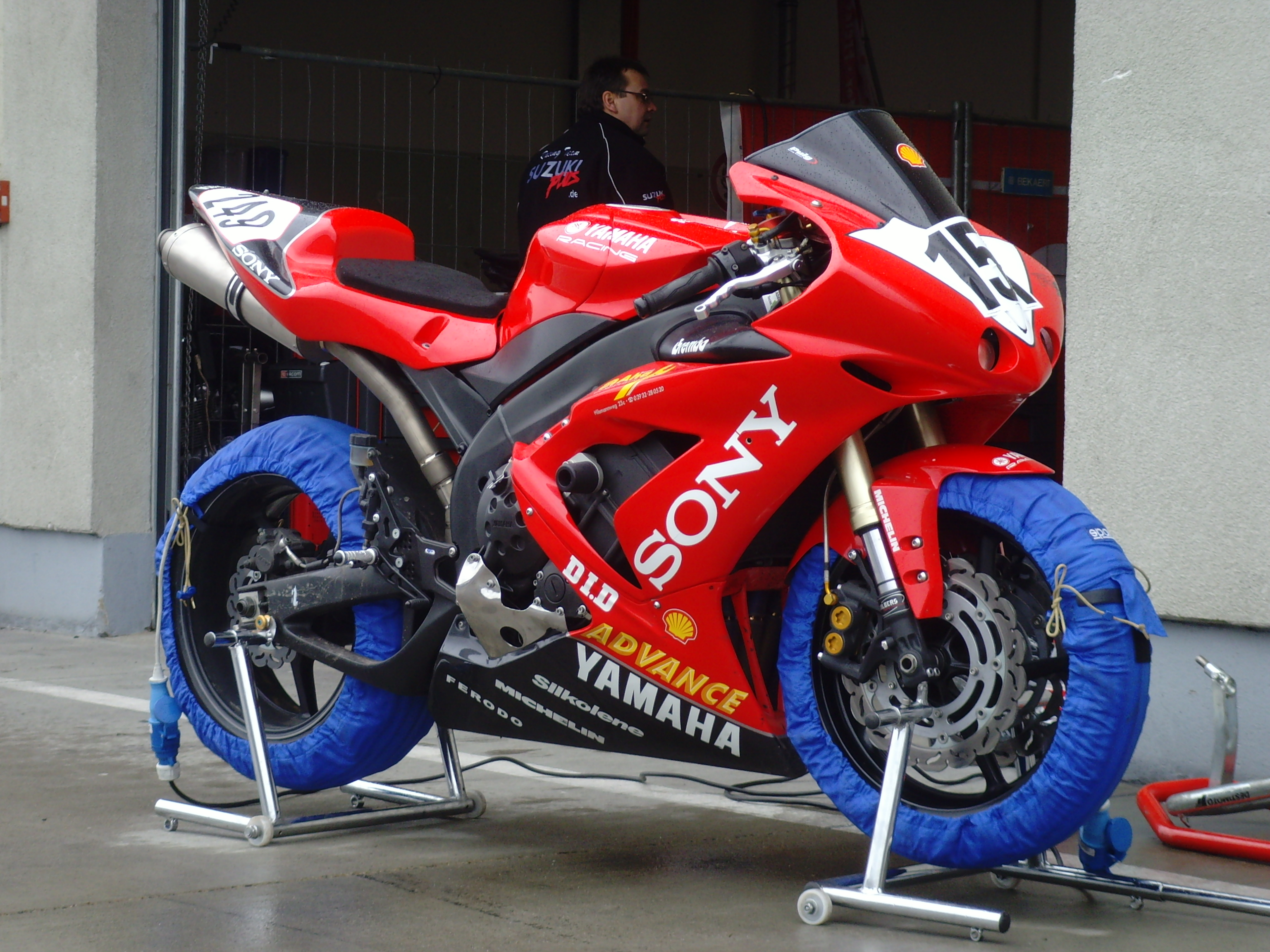
Reifen-Heizdecken bei einer Yamaha im Rundstreckensport
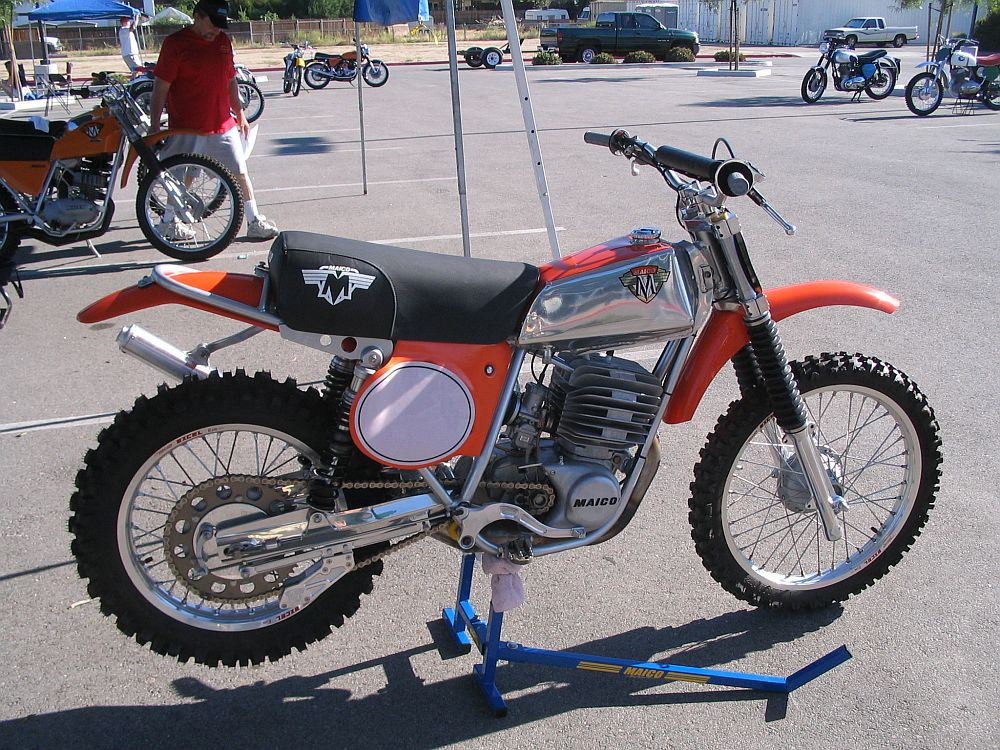
Motocross: 400er Maico von 1974 mit grobstelligem Profil für unbefestigten Untergrund
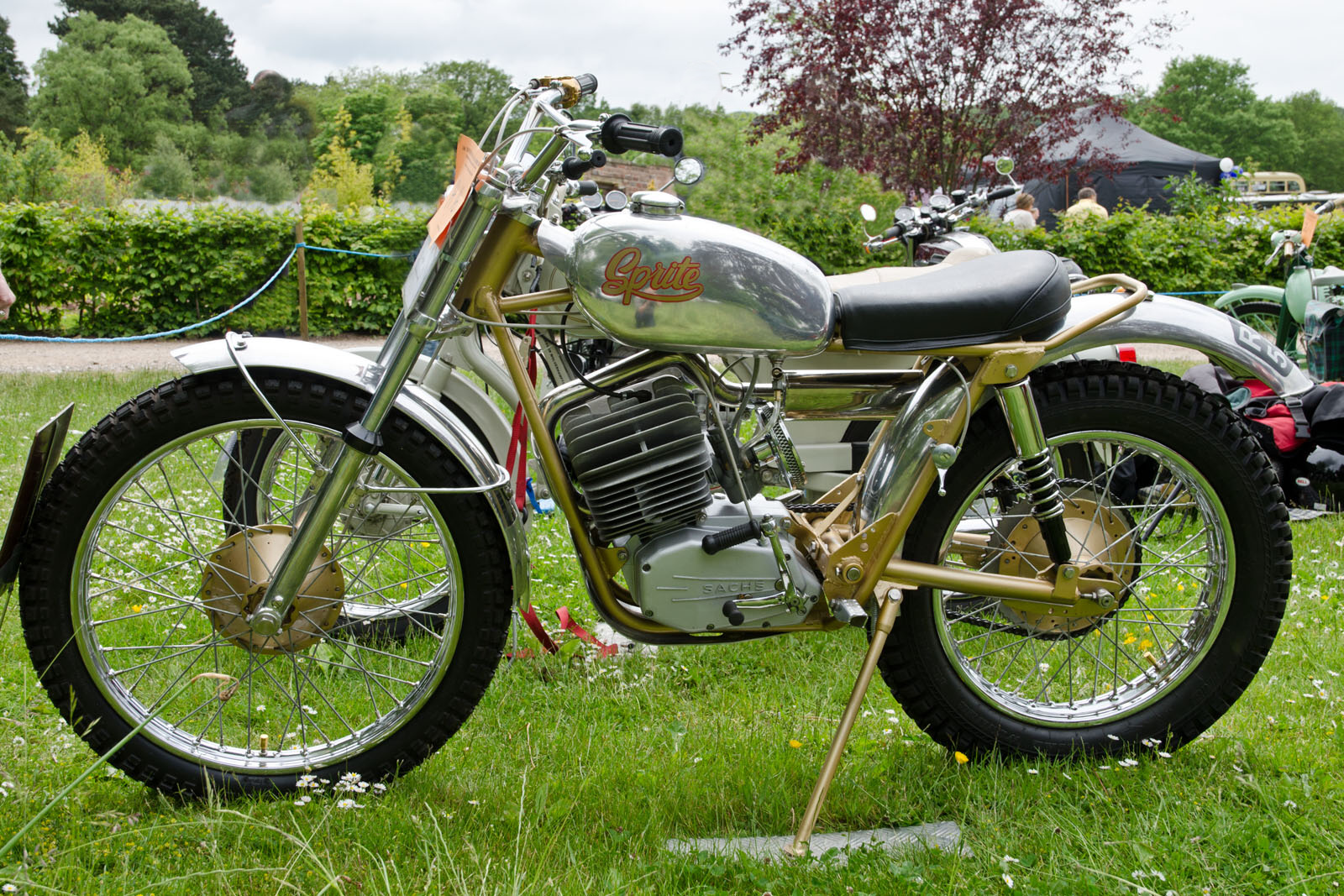
Trial-Motorrad: weniger stark ausgeprägtes Profil, aber mehr Volumen um Auflagefläche durch Reifendruck steuern zu können

## Rennreifen im Drag Racing
Beim „Drag Racing“ (einer Motorsportart, bei der es um die maximale Beschleunigung geht) sind die Anforderungen, besonders an die Hinterräder (Antriebsräder), enorm. Die Reifen sind speziell an die Anforderungen, die die Rennen, die auf zusätzlich mit Gummi und Kleber präparierten Strecken ausgetragen werden, angepasst. Zurzeit (Stand 2020) ist in der obersten Klasse, der so genannten Top Fuel Kategorie nur ein Reifenfabrikat für zugelassen: Der „Goodyear Eagle Dragway Special“ Dieser Reifen ist bis 563 km/h zertifiziert.
Die Hinterreifen sind mit 36,0 × 17,5–16 riesig und haben einen Umfang von ca. 3 Metern. Die Reifen sind mit einem sehr niedrigen Druck von nur 0,6 bar gefüllt. Sie sind so konstruiert, dass sie sich in Durchmesser und Breite bei zunehmender Geschwindigkeit verändern. Der statische Durchmesser von etwa 92 cm vergrößert sich auf 150 cm, während die Breite von 46 cm auf circa 26 cm schrumpft. Dieser Effekt führt zu einem „variablen Übersetzungsverhältnis“ bei der Geschwindigkeit (zurückgelegte Strecke pro Reifenumdrehung). Die Flanken der Reifen sind so konstruiert, dass sie sich beim Beschleunigen gewissermaßen „falten“, da sich die Felge des Rades bei der anfänglichen Beschleunigung schneller dreht als der Reifen und die Seitenwände. Die daraus entstehende Verwindung wird als „Wrapping“ bezeichnet. Wenn der Reifen maximal „wrapped“, ist der Kontakt mit der Strecke so lang wie möglich und bietet maximale Traktion. Dieses Phänomen lässt sich in zahlreichen Super-Slow-Motion-Videos gut beobachten. Sobald der TF die Startlinie verlassen hat, werden die Reifen schnell höher und somit schmäler, was zu einem geringeren Kontakt mit der Streckenoberfläche führt. Zu Beginn dieses Prozesses kann es zu einem sogenannten „Tyre Shake“ (Reifenrütteln) kommen. Dessen Ursache ist, dass der Reifen sich nicht aus der Verwindung löst, sondern sich in diesem Zustand sozusagen selbst „überrollt“ und das Auto dabei heftig durchschüttelt. US-Profi-Teams verwenden einen Hinterreifen für 4 bis 5 Läufe (also etwa 2 Kilometer). Ein Pkw-Serienreifen für den EU-Markt hat eine Laufleistung von rund 25.000 bis 50.000 km. Ein TF-Rearslick kostet etwa 500-600 US$.
Die Vorderreifen haben einen Durchmesser von 3 Inches (7,6 cm) und sind auf einem 17-Inch-Rad (43 cm) montiert. Die Reifendrücke variieren zwischen 70 und 100 psi (4,8 bis 6,8 bar). Beim Start haben sie im Gegensatz zu den Hinterreifen einen „ruhigen Job“, da sie oft für 60 Fuß oder mehr in der Luft sind. Auch diese Reifen sind bis 560 km/h zertifiziert und werden in der Regel für etwa 20 Läufe oder etwa 5 Meilen eingesetzt.
Die Reifen werden aus einer sehr hitzebeständigen und widerstandsfähigen Gummimischung mit der Bezeichnung „D2A“ hergestellt. In der Mitte des Reifens beträgt die Dicke dieser Mischung etwa 0,20 Inch (5,08 mm). Das ist weniger als 1 % der gesamten Reifenstruktur. Das tragende Gerüst ist eine Gewebekarkasse, die hauptsächlich aus Nylon besteht und die erforderliche Flexibilität beziehungsweise Verformbarkeit des Reifens gewährleistet. Der Reifenverschleiß wird durch kleine Löcher im Gummi gemessen, anhand derer das Team abschätzen kann, wie stark die Lauffläche noch ist und wann ein Wechsel erforderlich ist.
Obwohl „Reifenwärmer“ für TF-Dragster erhältlich wären, hat sich der Burn-out als Hauptmethode für die Temperaturerhöhung der hinteren Slicks durchgesetzt. Dabei fährt der Dragster durch eine kleine Menge Wasser und lässt danach die Reifen durchdrehen, wodurch sie zu qualmen beginnen. Bei diesem Vorgang steigt die Temperatur auf bis zu 120 °C. Die „hohe Kunst“ besteht im Folgenden darin, die Wärme danach bis zum eigentlichen Start im Reifen zu halten, indem der Fahrer mit Hilfe seines Einweisers das Auto in den eigenen „heißen“ Gummispuren zurücksteuert, die er gerade gelegt hat, und weitere Wärme (und Traktion) hinzuzufügt, indem er altes „Gummi-Compound“ von seinen Reifen abschrubbt und frisches Gummi für zusätzlichen Grip auf die Bahn legt. Nach einem Lauf kann die Reifentemperatur kurzzeitig 160 °C bis 180 °C betragen, nicht wegen der Reibungswärme beim Burn-out, sondern in erster Linie wegen der enormen „Walkarbeit“ (mechanische Beanspruchung/Verformung) des Reifens.

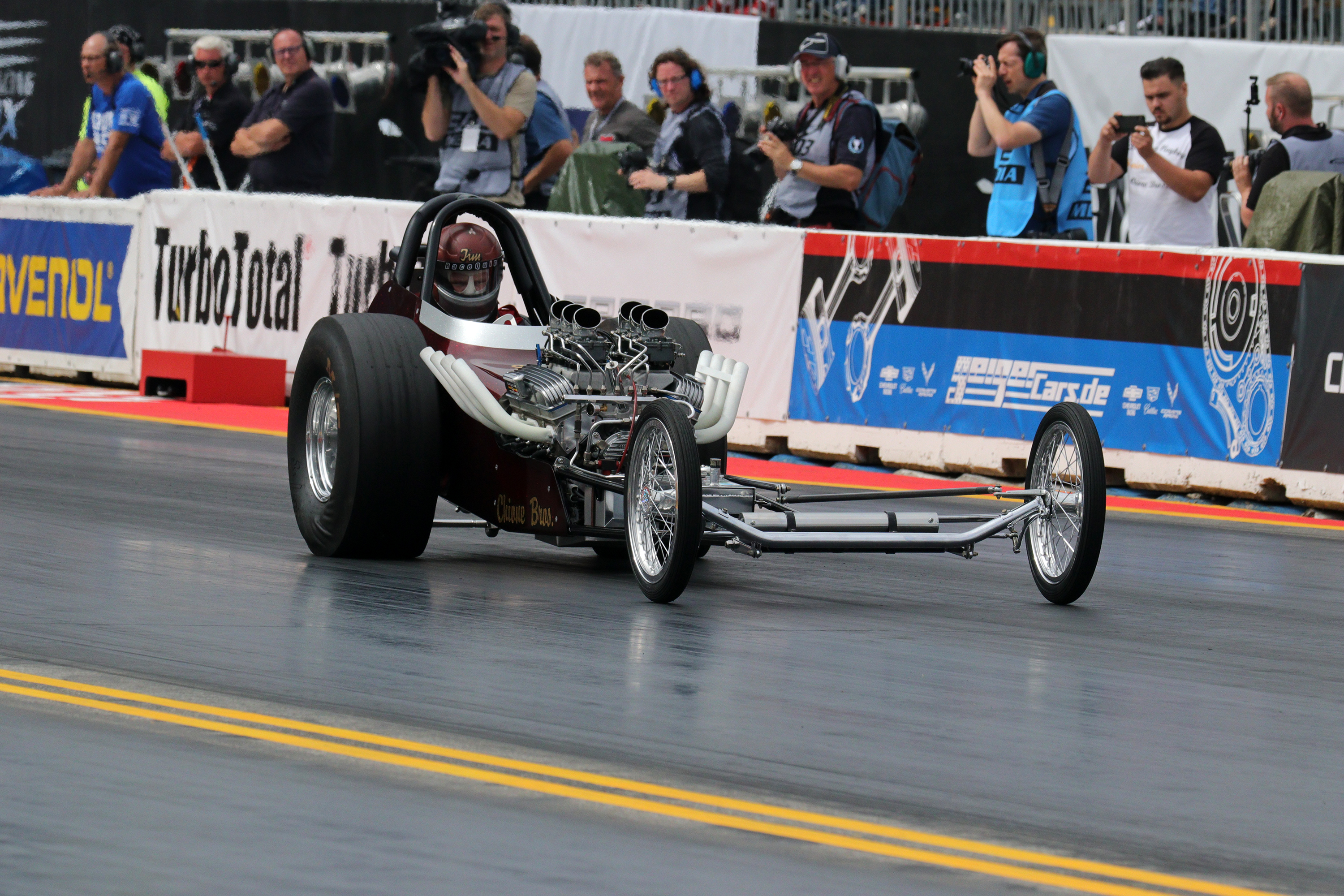
Sehr unterschiedliche Auslegung der Reifenprofile auf Grund der unterschiedlichen Anforderungen
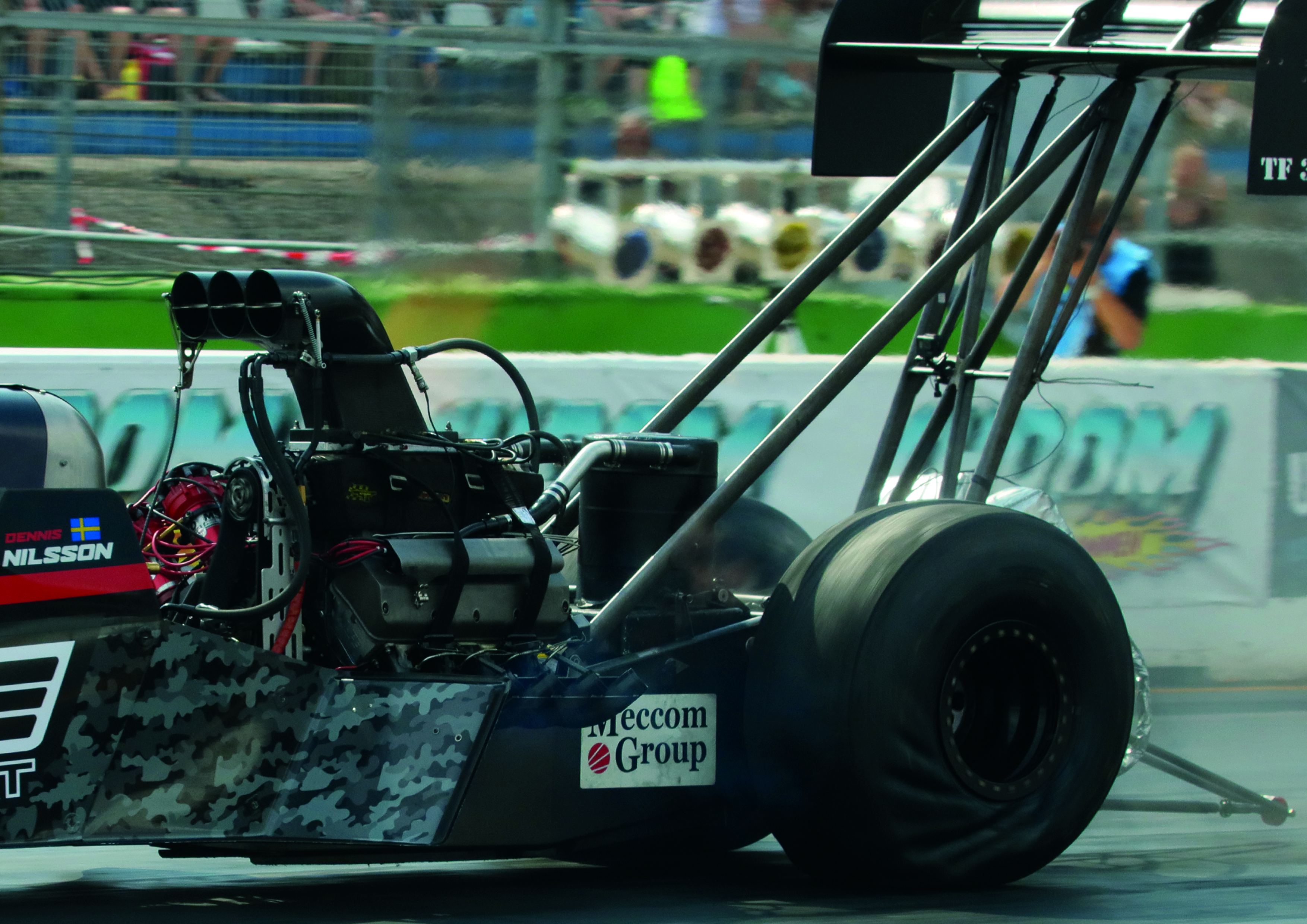
Deutliches „Wrapping“ am Hinterreifen eines TF Dragsters
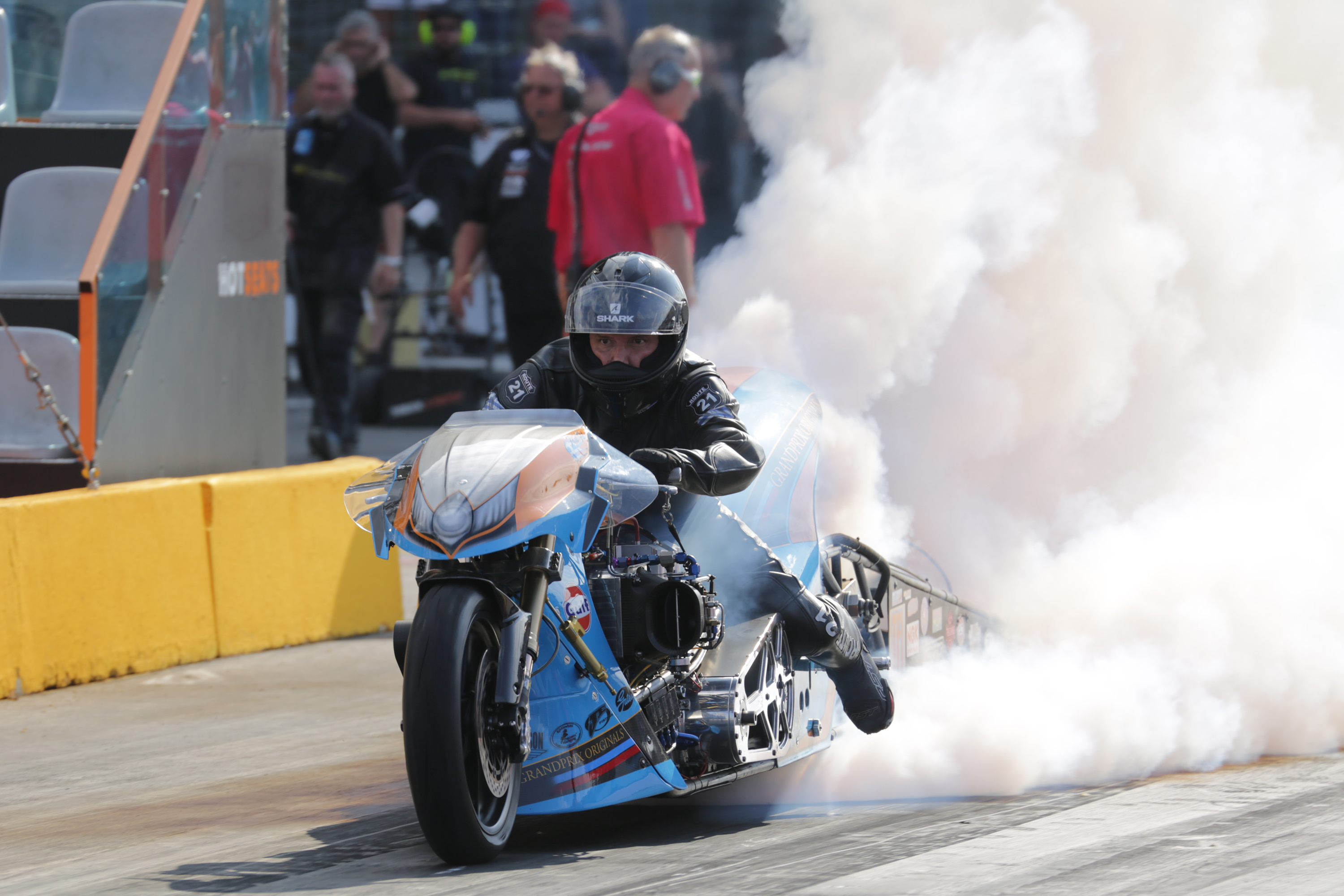
Die Reifen werden durch einen sog. Burn-out auf Betriebstemperatur gebracht

## Rennreifen im Radsport
Im Radsport kommen, je nach Einsatzgebiet, auf die verschiedenen Anforderungen angepasste Spezialreifen zum Einsatz:
Im Straßen- oder Bahnradsport zielt die Optimierung der Reifen auf niedrigen Rollwiderstand bei hohem Grip, während der Verschleiß hier eine eher untergeordnete Bedeutung hat. Der Reifenquerschnitt wird dafür sehr schmal gehalten bei gleichzeitig verstärkter Konstruktion, um die hohen Innenluftdrücke zur Minderung des Rollwiderstandes zu ermöglichen. Die Gummimischung der Laufstreifen soll einen möglichst hohen Grip erzeugen und ist in der Regel profillos gestaltet.
Mit Faltreifen wurde 2022 zwei Mal der Stundenweltrekord gebrochen. Bei diesen Reifen handelt es sich um eine Sonderform der Drahtreifen, die sich zusammenfalten und einfacher verstauen lassen. Faltausführungen sind in der Regel um 50 bis 100 g leichter als die Drahtversionen des gleichen Reifens.
Hauptsächlich werden bei den hier verwendeten Rennrädern zwei Reifen-Typen eingesetzt: Der bekannte, bereits Ende des 19. Jahrhunderts entwickelte Schlauchreifen  (englisch: „tubular“) und der neue – etwa seit 2015 erfolgreich im Profibereich eingesetzte – schlauchlose Reifen (englisch: „tubeless“) der im professionellen Straßenradsport der aktuelle Trend ist. Im Hobby- und Freizeitsport werden schlauchlose Reifen bereits seit deutlich längerer Zeit eingesetzt.
Beim so genannten Tubeless ist das Ventil fest mit der Felge verbunden, und diese Reifen haben zum Beispiel den Vorteil, dass man den Luftdruck deutlich variieren kann.
Auch wenn sich die schlauchlosen Reifen immer mehr durchsetzen, haben die bewährten Schlauchreifen immer noch eine große Verbreitung. Die leicht gewölbte Felge, auf die der Reifen aufgeklebt ist, besitzt keine seitlich hochstehenden Felgenhörner, dadurch hat diese Kombination bei einem Defekt bessere Notlaufeigenschaften. Außerdem kommt ein Gewichtsvorteil gegenüber anderen Reifensystemen hinzu, da sie leichter konstruiert werden können.
Auf Straße und Bahn werden sehr schmale Profile bei hohen Reifendrücken gefahren, um den Rollwiderstand möglichst gering zu halten. In den 1990er Jahren (zur Zeit von Armstrong und Ullrich) kamen Reifen mit 23 mm Breite und 8,5 Bar Druck zum Einsatz. 2024 lagen diese Werte bei 31–32 mm und 6,2 bar. Im Bahnradsport werden sogar Drücke zwischen 10 und 13 bar gefahren, bei Rekordfahrten auch darüber.
Der Trend, weg von den extrem dünnen Reifen (23 mm) hin zu 28 mm oder gar mehr als 30 mm auf der Straße setzte sich in den letzten Jahren fort, da da sich die Technik der Rennräder und die Fahrstile der Sportler stets weiterentwickeln, und die Reifenbreite in entscheidender Rolle die Fahreigenschaften beeinflusst. So ändert sich unter anderem der Rollwiderstand, die Haftung und das generelle Fahrgefühl. Bei der Wahl der Reifenbreite spielen verschiedene Faktoren eine Rolle:
- Fahrstil: Je aggressiver und schneller man fährt, desto sinnvoller ist ein breiter Reifen, da er mehr Haftung und Stabilität bietet.
- Untergrund: breitere Reifen verbessern die Dämpfung auf rauen, unebenen Strecken und bieten dadurch mehr Komfort.
- Gewicht: Schwere Fahrer profitieren bei breiteren Reifen von deren größerer Auflagefläche die den Druck besser verteilt.[14]

Für Trial-, Outdoor- und Offroad-Wettbewerbe (Downhill) finden hingegen breitere, profilierte Reifen Verwendung. Je nach Witterung und Bodenbeschaffenheit können dabei unterschiedliche Profile und Gummimischungen zum Einsatz kommen. Auch hier kann durch Anpassung des Reifendrucks die Auflagefläche und der Grip des Reifens an den jeweiligen Untergrund angepasst werden.

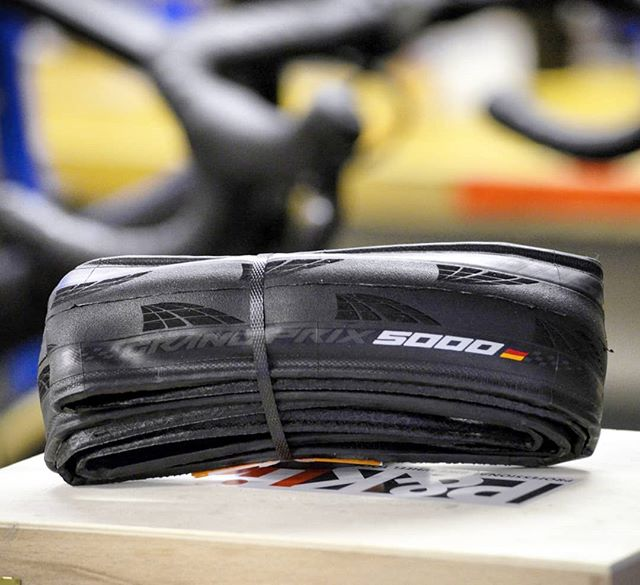
Schlauchloser-Faltreifen für Rennräder
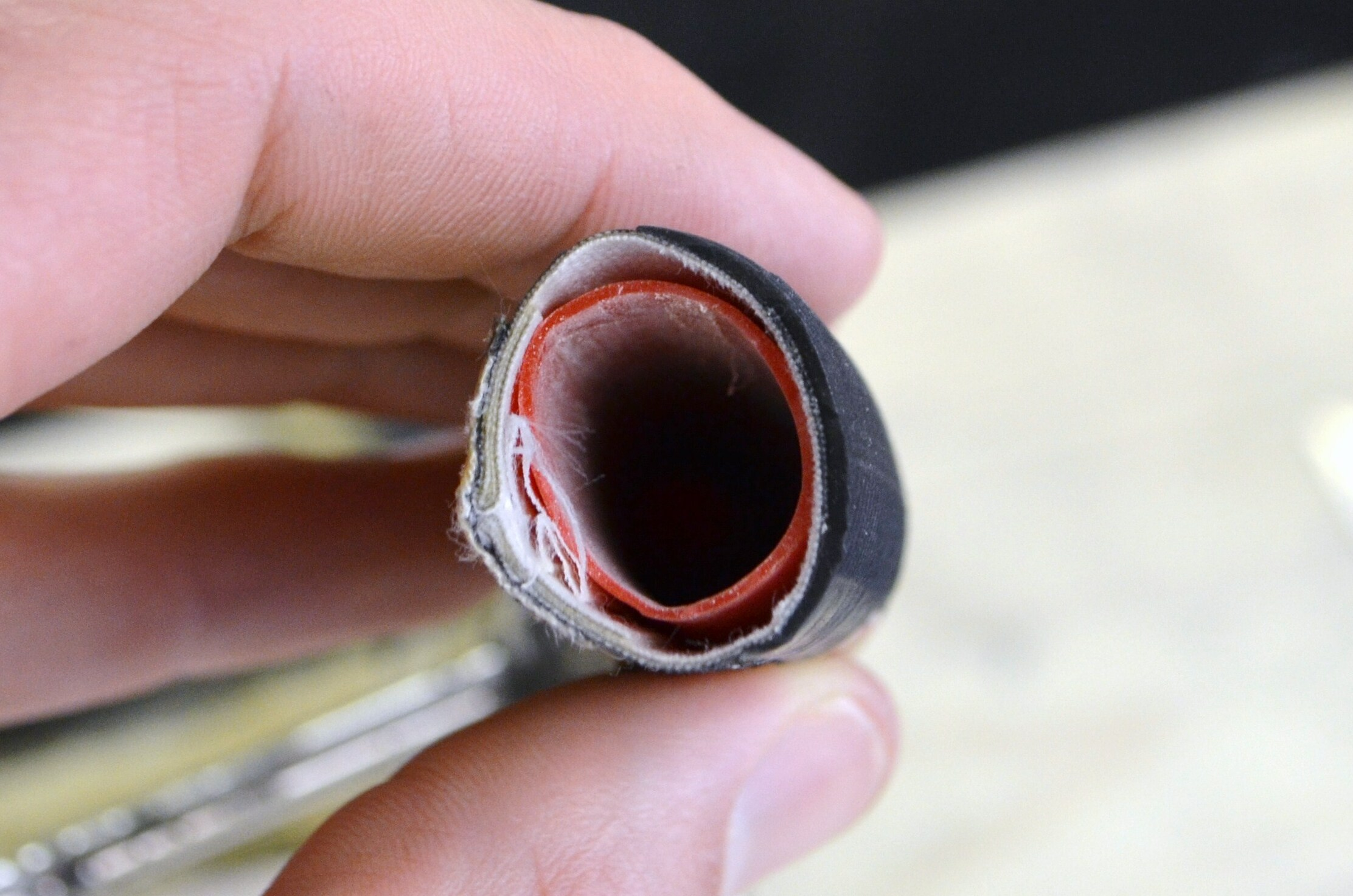
Aufgeschnittener Schlauchreifen. Innen der Schlauch (rot), umgeben von einem textilen Mantel (weiß) mit der gummierten Lauffläche
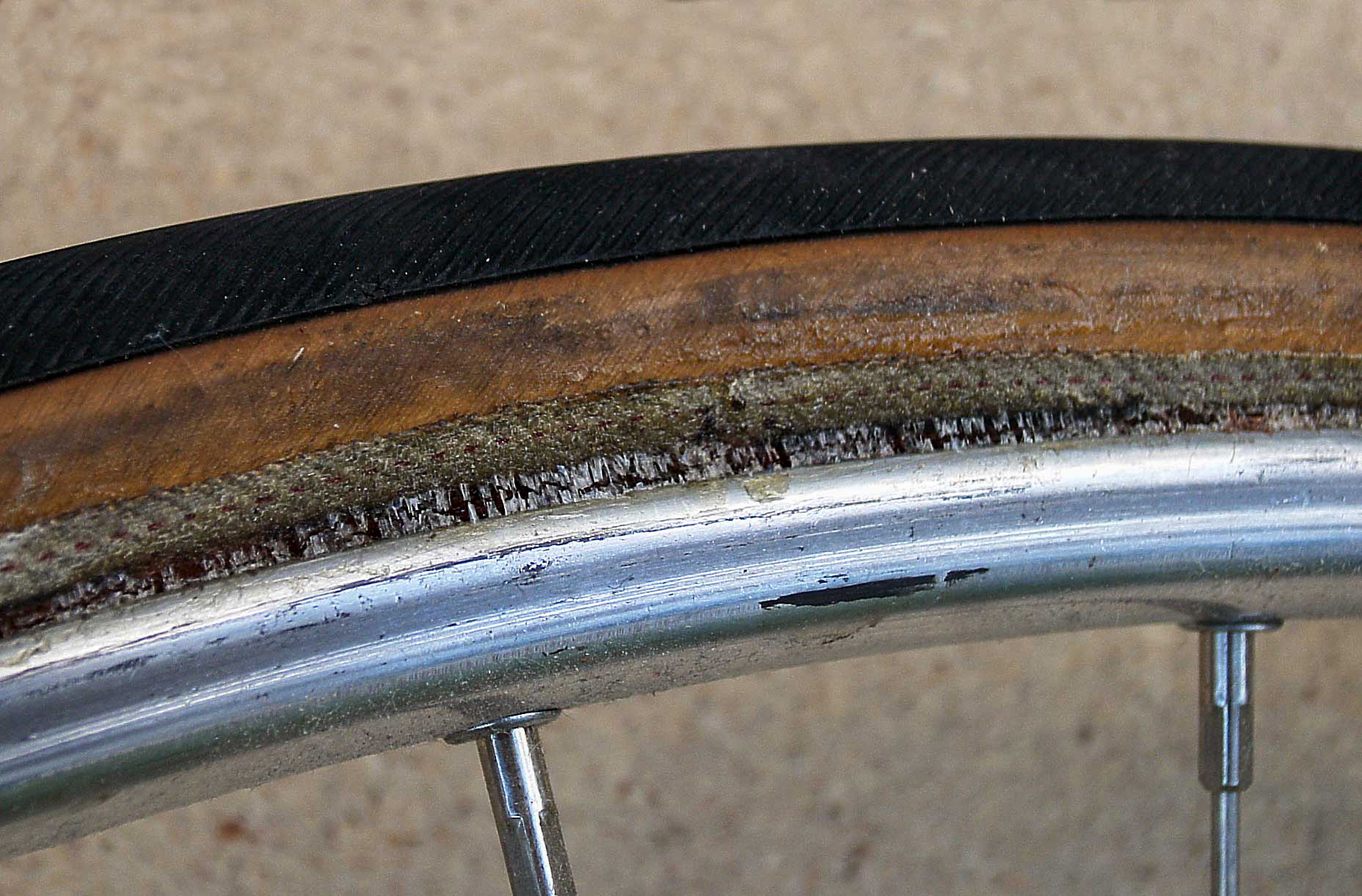
Schlauchreifen auf Felge (wenig Luft und Reifen angehoben zur Veranschaulichung des Klebers)
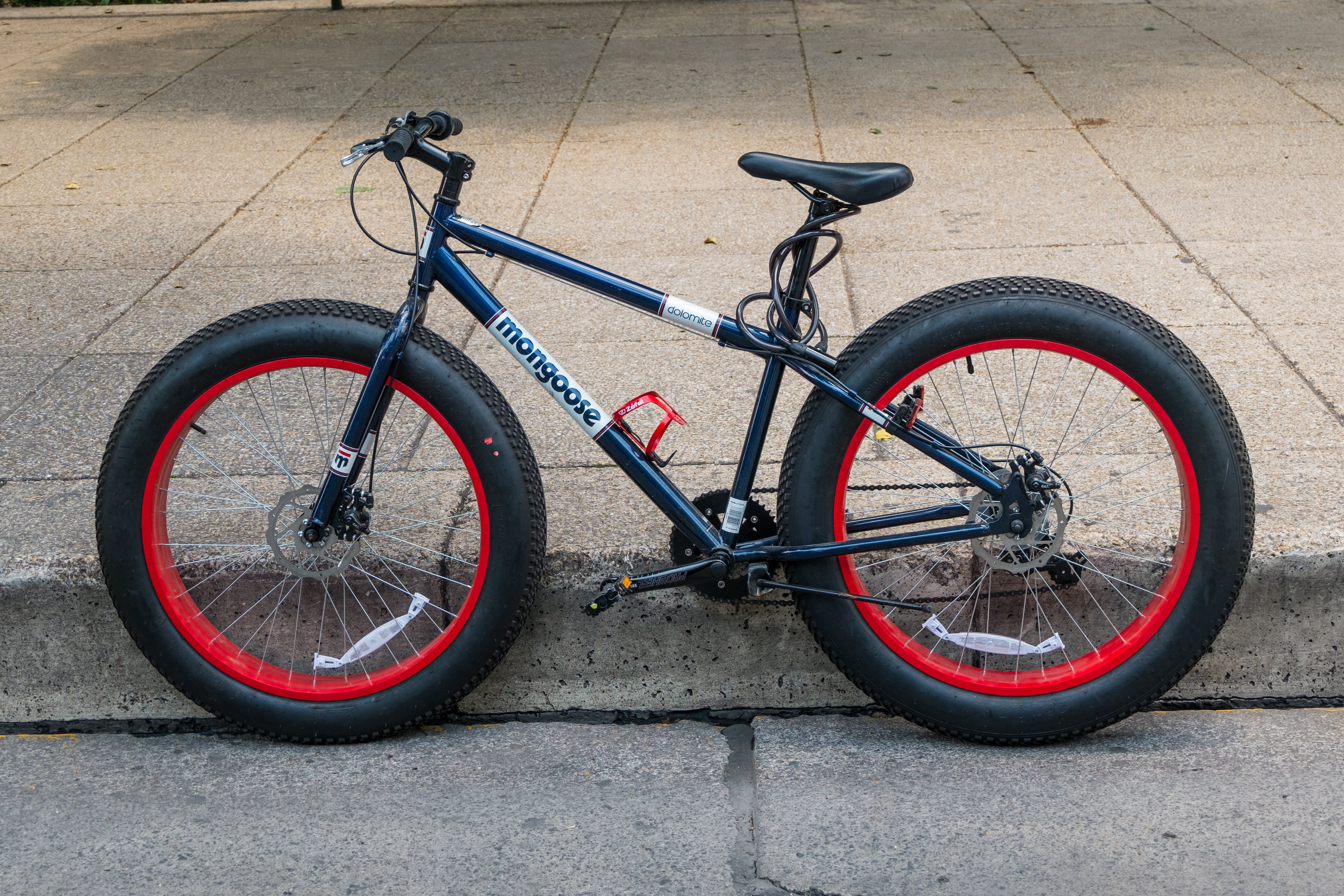
Mountainbike mit sog. Fatbike-Reifen für sandigen Untergrund